# Angel Otaegi Etxeberria

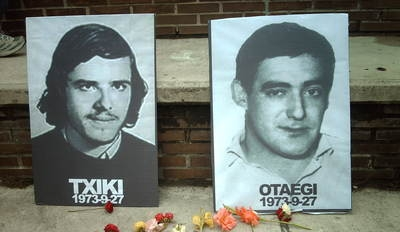
Cartells d'homenatge a Angel Otaegi (dreta) i Jon Paredes Manot Txiki

Angel Otaegi Etxeberria (Nuarbe, Azpeitia, Guipúscoa, gener de 1942 - Burgos, 27 de setembre de 1975) fou un militant d'ETA conegut per ser un dels cinc darrers afusellats pel franquisme.
De família obrera, estudià a Zestoa i amb 14 anys comença a treballar en el sector metal·lúrgic (empresa Irimo de Zumarraga) i després en el pesquer. Inicialment va militar a Euzko Gaztedi però el 1970 va ingressar a ETA, primer al front obrer i després al front militar. Va treballar en tasques d'infraestructura de l'organització i a casa seva hi havia la impremta on es feien els pamflets.
El 18 de novembre de 1974 és detingut al seu domicili acusat de la mort el 3 d'abril del mateix any del cap primer de la Guàrdia Civil Gregorio Posadas Zurrón a Azpeitia. Fou traslladat a la presó de Martutene i posteriorment a Burgos.
Fou sentenciat a pena de mort en el consell de guerra celebrat al Regiment d'Artilleria de Campanya número 63 al Castell de Val (Burgos) el dia 29 d'agost de 1975 juntament amb un altre membre d'ETA, José Antonio Garmendia Artola, que posteriorment fou indultat. Fou executat a Burgos el matí del 27 de setembre de 1975, juntament amb quatre presos més en diferents punts de l'Estat, Xosé Humberto Baena Alonso, Ramón García Sanz i José Luis Sánchez Bravo (pertanyents al FRAP) i Jon Paredes Manot Txiki d'ETA, convertint-se en els cinc darrers executats del règim de Franco. La data d'aquest afusellament múltiple, el 27 de setembre, s'ha acabat reclamant des de l'esquerra abertzale i altres col·lectius d'extrema esquerra com a Gudari Eguna (dia del soldat en euskara).